# 김장
김장은 겨울 동안 먹기 위해 김치, 깍두기, 동치미 등을 담가두는 것을 말한다.
한반도 전역에서 행해지는 김장의 기원은 알 수 없으나, 문헌상으로는 고려시대의 이규보(1168~1241)가 쓴 시에 ‘무를 장에 담그거나, 소금에 절인다’는 내용으로 김장에 언급되었고, 지금과 같이 김치를 초겨울에 김장한 기록은 19세기 문헌에서 본격적으로 등장한다.
2013년에 대한민국의 인류무형문화유산으로 등재되었다. 또한, 2015년에 조선민주주의인민공화국의 인류무형문화유산으로 등재되었다.

## 재료
- 배추
- 무
- 대파
- 쪽파
- 갓
- 마늘
- 생강
- 양파
- 고춧가루
- 소금
- 설탕
- 액젓

## 방법
1. 배추를 반으로 쪼개어 10시간 정도 소금물에 절인 후 냉수에 헹군 후 탈수시킨다.
2. 무채에 고춧가루를 넣고 버무린다. 다시 그 위에 각 채소와 마늘, 생강을 넣고 버무린다.
3. 소금과 설탕, 젓갈 등으로 간을 맞춘다.
4. 절인 배추잎 사이로 소를 넣은 후 겉잎으로 싸서 덮는다.
5. 항아리에 배추속이 위에 오게끔 한 포기씩 담고 공기와 접촉하지 않도록 꼭꼭 눌러 넣는다.

현재 대한민국에서는 김치냉장고의 일반화로 보관 문제는 없어지고, 김치가 양산되어 구입해 섭취하는 인구가 많아졌지만 아직은 민간 곳곳에서 전통적인 김장 방법으로 김치를 담가 먹는다.

## 같이 보기
- 김치
- 새우젓
- 고무장갑
- 장독대